# Tania Gooley
Tania Gooley-Humphry (Adelaide, 16 augustus 1973) is een voormalig Australisch zaalvolleyballer en beachvolleyballer. Ze nam in die laatste discipline eenmaal deel aan de Olympische Spelen.

## Carrière

### Zaal
Gooley volleybalde voor het universiteitsteam van de University of New Mexico in de Verenigde Staten en maakte in 1994 deel uit van de Australische volleybalploeg.

### Beach
Gooley debuteerde in 1996 in de FIVB World Tour toen ze met Sarah Straton deelnam aan het toernooi van Hermosa Beach. Het jaar daarop was ze met verschillende partners actief op drie mondiale toernooien, waarbij een zevende plaats in Busan aan de zijde van Angela Clarke het beste resultaat was. Het daaropvolgende seizoen partnerde ze met Nicole Sanderson. Het tweetal deed mee aan zeven toernooien en kwam daarbij tot twee vijfde plaatsen (Toronto en Marseille). In 1999 speelden Gooley en Sanderson twee reguliere wedstrijden in de World Tour. Bij de wereldkampioenschappen in Marseille strandde het duo na twee reglementaire nederlagen op een vijf-en-twintigste plaats.
Vervolgens wisselde Gooley gedurende het seizoen van partner naar Pauline Manser met wie ze tot en met 2000 zou spelen. Datzelfde jaar kwamen ze bij vier toernooien tot twee negende plaatsen (Espinho en Dalian). Het jaar daarop namen ze deel aan negen FIVB-toernooien. Ze behaalden daarbij onder meer een tweede plaats (Berlijn), twee vijfde plaatsen (Toronto en Marseille) en een zevende plaats (Gstaad). Bij de Olympische Spelen in eigen land bereikten Gooley en Manser de kwartfinale die verloren werd van de Braziliaansen Adriana Behar en Shelda Bede. Na een pauze van een jaar keerde Gooley in 2002 terug aan de zijde van Clarke. Het tweetal was actief op tien toernooien in de World Tour met twee vijfde plaatsen (Stavanger en Maoming) als beste resultaat. Het jaar daarop namen ze deel aan drie toernooien waarbij ze niet verder kwamen dan de zeventiende plaats. In Marseille speelde Gooley haar laatste professionele beachvolleybalwedstrijd.

## Palmares
Kampioenschappen beach
- 2000: 5e OS

FIVB World Tour
- 2000:  Berlijn Open